# Narberth (Pensilvania)
Narberth es un borough ubicado en el condado de Montgomery en el estado estadounidense de Pensilvania. En el año 2000 tenía una población de 4,233 habitantes y una densidad poblacional de 3,309.6 personas por km².

## Geografía
Narberth se encuentra ubicado en las coordenadas 40°0′27″N 75°15′44″O / 40.00750, -75.26222.

## Demografía
Según la Oficina del Censo en 2000 los ingresos medios por hogar en la localidad eran de $60,408 y los ingresos medios por familia eran $79,545. Los hombres tenían unos ingresos medios de $59,076 frente a los $41,518 para las mujeres. La renta per cápita para la localidad era de $35,165. Alrededor del 3.4% de la población estaba por debajo del umbral de pobreza.